# Смирнов, Дмитрий Николаевич (композитор)
Дми́трий Никола́евич Смирно́в, литературный псевдоним Д. Смирнов-Садовский (2 ноября 1948, Минск — 9 апреля 2020, Уотфорд) — советский и британский композитор, поэт-переводчик, автор книг.

## Биография
Родился в семье оперных певцов Николая Трофимовича Сенькина (сценический псевдоним Садовский, 1914—1999) и Евгении Александровны Смирновой (1914—2003). Окончил музыкальное училище в городе Фрунзе в 1967 году, а затем Московскую консерваторию в 1972 году. Среди его учителей Эдисон Денисов, Николай Сидельников, Юрий Холопов, Филипп Гершкович. С 1973 по 1980 год работал редактором в издательстве «Советский композитор». Член Союза композиторов СССР с 1974 года. Получил первую премию за Соло для арфы на Международной неделе арфы в Маастрихте в 1976 году.
В 1979 году на VI Всесоюзном съезде советских композиторов в докладе Тихона Хренникова музыка Дмитрия Смирнова подверглась жёсткой критике, и Смирнов попал в так называемую «хренниковскую семёрку» — «чёрный список» из семи композиторов:101.
В 1989 году были поставлены его оперы на сюжеты Уильяма Блейка «Тириэль» во Фрайбурге (Германия) и «Тэль» в Лондоне. В том же году его Первая симфония «Времена года» была исполнена на Тэнглвудском фестивале в США.
Смирнов был одним из инициаторов и организаторов второго АСМа — Ассоциации современной музыки, основанной в Москве в 1990 году:470. Широко известна историческая фотография двенадцати организаторов нового АСМа, на которой (кроме Смирнова и Фирсовой) можно видеть также композиторов Александра Вустина, Виктора Екимовского, Юрия Каспарова, Леонида Грабовского, Фараджа Караева, Владимира Тарнопольского, Владислава Шу́тя, Николая Корндорфа — и Пьера Булеза, который приехал лично присутствовать при возрождении АСМа и выступил на первом концерте (2 марта 1990 года):202.
Был женат на композиторе Елене Фирсовой.
В 1991 году Смирнов эмигрировал в Великобританию. Преподавал в Кембридже (Сент-Джонс колледж, 1992), в Дартингтоне (графство Девоншир, 1992), в 1993—1997 годах профессор композиции в Килском университете (графство Стаффордшир), в Голдсмитс-колледже (Лондон, 2002).
Его музыку исполняли такие дирижёры, как Мартин Браббинс, Сэр Эндрю Дэвис, Деннис Рассел Дэвис, Оливер Кнуссен, Рейнберт де Леу, Ежи Максимюк, Лев Маркиз, Риккардо Мути, Геннадий Рождественский, Василий Синайский, Ян Паскаль Тортелье, Гюнтер Шуллер, Петер Этвёш и др.
Смирнов — автор литературных и музыкально-теоретических трудов, книг и статей о музыке Антона Веберна, Пьера Булеза, Дьёрдя Лигети, Бёртуистла, Брайана Фернейхоу, Игоря Стравинского, Дмитрия Шостаковича, Эдисона Денисова, Альфреда Шнитке, Софии Губайдулиной и других. Его книга о Филиппе Гершковиче «Геометр звуковых кристаллов» и книга «Анатомия темы в фортепианных сонатах Бетховена» были опубликованы на английском языке издателем Эрнстом Куном в Берлине.
Умер 9 апреля 2020 года от коронавируса в больнице города Уотфорд; об этом сообщили на его странице в Фейсбуке.

## Избранные сочинения

### Крупные жанры
- Первый фортепианный концерт (1971)
- Тройной концерт № 1 для саксофона, фортепиано и контрабаса со струнным оркестром и ударными (1977)
- Второй фортепианный концерт (1978) → см. на YouTube
- Первая симфония «Времена года» (1980) → см. на YouTube
- Вторая симфония «Судьба» (1982) для четырёх солистов, хора и оркестра на стихи Фридриха Гёльдерлина
- Ночные рифмы кантата для голоса и оркестра на стихи А. С. Пушкина (1982) → см на YouTube
- Тириэль, опера по Уильяму Блейку (1983—1985)
- Тэль (Жалобы Тэли), камерная опера по Уильяму Блейку (1986)
- Моцарт-Вариации (1987) → см. на YouTube
- Песнь Свободы, оратория на текст Уильяма Блейка (1991)
- Виолончельный концерт (1992)
- Песнь Песней, оратория на текст Песни песней Соломона (1997)
- Тройной концерт № 2 для скрипки, арфы и контрабаса с оркестром (2003)
- Red Bells (Красные колокола, памяти Дмитрия Шостаковича). Первая часть «Семейного концерта» для фортепиано и семи инструментов, написанного совместно с Еленой Фирсовой и Алисой Фирсовой (2005) → см. на YouTube
- Реквием для четырёх солистов, хора и оркестра (2006)
- Зодиак для большого оркестра, op. 165, 52' (2010—1012)
- Бетховен/Смирнов. Папагено-вариации на тему Моцарта для симфонического оркестра (2012)

### Вокально-инструментальная музыка
- Печаль минувших дней для голоса, флейты, ударника, скрипки и виолончели на стихи А. С. Пушкина (1976) → см. на YouTube
- Времена года для голоса, флейты, альта и арфы на стихи Уильяма Блейка (1979)
- Песни Судьбы для голоса и органа (или ф-п.) на стихи Фридриха Гёльдерлина
- Восьмистишия для сопрано, флейты, валторны, арфы и струнного трио на стихи Осипа Мандельштама, op. 53, 18' (1989)
- Кремнистый путь для голоса и виолончели на стихи М. Ю. Лермонтова (2002)
- Одинокий странник для голоса и виолончели на стихи М. Ю. Лермонтова (2007)
- От сосны до луны для голоса и виолончели на стихи М. Ю. Лермонтова (2009)
- Грёзы странствий для голоса и пяти инструментов на стихи Мацуо Басё (2003—2004)
- Д. Смирнов / Е. Фирсова / А. Фирсова. Кубла-хан. Видение во сне. Стихи Сэмюэла Тейлора Кольриджа. Для тенора (или сопрано), баяна, скрипки и виолончели [Дмитрий Смирнов: 1-я и 3-я части, Елена Фирсова: 2-я и 4-я части, Алиса Фирсова: 5-я часть], 21’ (2010—2011)
- Глупая луна. Восемь хайку для голоса и фортепиано. На собственные стихи (2014)
- В. Городецкая / Дм. Н. Смирнов Китайское путешествие. Двадцать песен для голоса и фортепиано на стихи Ольги Седаковой (2014)
- Четыре восьмистишия. Для голоса и фортепиано. Стихи Ольги Седаковой (2014)

### Камерные сочинения
- Соло для арфы (1976)
- Фортепианное трио № 1 (1977), № 2 (1992), № 3 «Tri-o-Tri» (2005)
- Соната для виолончели и фортепиано (1978)
- Inferno струнный квартет № 8 (2007)
- Прощание. Памяти Александра Васильевича Ивашкина. Для виолончели соло (2014)
- Pro et contra (За и против). Две пьесы для альта и фортепиано. (2014)

### Произведения для фортепиано
- Соната для фортепиано № 1 (1967)
- Соната для фортепиано № 2 (1980)
- «Семь ангелов Уильяма Блейка» (The Seven Angels of William Blake) для фортепиано (1988)
- «Ангелы Альбиона» (The Angels of Albion) для фортепиано (1991)
- Соната для фортепиано № 3 (1992)
- «Музыка сфер» (The Music of the Spheres) для фортепиано (1996)
- «Нить Судьбы» (String of Destiny). Соната для фортепиано № 4 (2000)
- «Солнечная соната» (Sunlight Sonata). Соната для фортепиано № 5 (2001)
- «Блейк-соната» (Blake-Sonata). Соната для фортепиано № 6 (2008)[10]
- «Головы призраков», пять пьес для фортепиано по рисункам Уильяма Блейка Op. 172 (2013)[11]

### Книги
- Dmitri Smirnov. A Geometer of Sound Crystals. A Book on Herschkowitz // Studia Slavica Musicologica. Vol. 34. Verlag Ernst Kuhn, Berlin, 2003, ISBN 3-928864-99-8, 268 c.

2nd edition. Meladina Books, 2017, ISBN 978-1978167049, 268 c. on Amazon
- Dmitri Smirnov. The Anatomy of Theme in Beethoven’s Piano Sonatas. // Studia Slavica Musicologica. Vol. 46. Verlag Ernst Kuhn. Berlin, 2008 ISBN 978-3-936637-19-9, 330 c.

2nd edition. Meladina Books, 2020, ISBN 978-1660004478, 338 c. on Amazon
- Михаил Лермонтов. Стихи в английских переводах Дмитрия Смирнова-Садовского, РХГА, Санкт-Петербург, ISBN 978-5-88812-669-1, 39 c.
- Д. Смирнов-Садовский. В туманах Альбиона. Стихи (In the mists of Albion: Poems, Russian). CreateSpace, Meladina Books, England/USA, 2016, ISBN 978-1532845420, 110 c.
- Д. Смирнов-Садовский. Блейк. Биография. Magickal Rebirth, Magreb.org, Москва, 2017, ISBN 978-5-9500498-0-4, 376 c.